# Шампиньон двуспоровый
Шампиньо́н двуспо́ровый (лат. Agáricus bísporus) — вид съедобных грибов из рода Шампиньон (Agaricus) семейства Шампиньоновые (Agaricaceae).

## Экология и распространение
В природных условиях встречается сравнительно редко, обычно на местах, лишённых травы. Плодоносит большими группами на компостных кучах, в садах, около теплиц, в придорожных канавах.

## Описание
Шляпка 3—8 см в диаметре, округлая, с загнутым краем и остатками частного покрывала на нём в виде тонких хлопьев, от почти белой до коричневой. Поверхность шляпки гладкая, в середине часто глянцевая или радиально-волокнистая, может быть чешуйчатой.
Мякоть плотная, сочная, на изломе розовеющая или краснеющая.
Молодые пластинки розовые, зрелые — тёмно-коричневые с фиолетовым оттенком.
Ножка 3—10 см высотой, 3—4 см ширины, гладкая, цилиндрическая, заполненная или почти полая, с хорошо выраженным кольцом.

### Разновидности
Различают три разновидности двуспорового шампиньона: белую, кремовую и коричневую, из которых кремовая (т. н. «королевские» шампиньоны) известна только в культуре, а остальные две встречаются и в природе.

## Пищевые качества
Шампиньон считается ценным съедобным грибом, используется в свежем виде, для жарки, варки, тушения, консервирования, приготовления салатов, маринования.
Высушенные грибы и порошок из них используют для приготовления пирогов, супов и т. д.
Содержит микотоксин агаритин, входящий в список канцерогенов Группы 3 (подозреваемые в канцерогенезе) Международного агентства по изучению рака. От 25 % до 70 % агаритина разрушается при хранении, в зависимости от длительности и способа, в том числе при хранении в холодильнике, заморозке и высушивании. Часть разрушается при готовке в зависимости от способа и длительности. Так, длительная варка в течение порядка 2 часов разрушает примерно 90 % агаритина, а поджаривание в масле — от 35 % до 70 %. Содержание агаритина на 100 г продукта: в свежесобранных грибах около 70 мг, в образцах из супермаркета среднее содержание около 27,2 мг.

## История культуры

### Происхождение культурного шампиньона
Вначале долго считали, что культурный шампиньон является разновидностью шампиньона обыкновенного (Agaricus campestris), который широко распространён в природе, но в 1906 году были обнаружены значительные различия, и позднее был описан самостоятельный вид Agaricus bisporus. В природе этот вид не был известен, и возникло мнение, что новый вид возник в процессе культивирования. Но в 1930-е годы были обнаружены дикорастущие шампиньоны двуспоровые. Распространение в культуре именно этого вида получило следующее объяснение. Дикорастущая грибница, используемая для выращивания, содержала несколько близких видов, растущих в сходных природных условиях. Кроме шампиньона двуспорового, «на грядки» попадали и такие виды, как шампиньон двукольцевой и Agaricus subperonatus, но они были постепенно вытеснены двуспоровым, так как значительно хуже растут на компостированном навозе.

### История культивирования
Исторические сведения о культивировании шампиньонов известны с XVII века. В Италии собирали с пастбищ дернину с грибницей и высаживали на грядки в хорошо унавоженную почву. Затем широкое распространение получал способ закрытого выращивания, в качестве помещений использовались заброшенные каменоломни, в которых круглый год естественно поддерживались оптимальные температура и влажность. Культура шампиньонов из Италии попала в соседние страны — Швейцарию и Францию, и к середине XVII века уже была распространена под Парижем, о чём имеется свидетельство в «Руководстве по садоводству» 1652 года. В XVIII веке культура распространилась и в другие страны Европы. В 1707 году правила разведения шампиньонов описал французский ботаник Ж. Турнефор, с 1754 года известны описания технологии выращивания шампиньона в теплицах в Швеции. К концу XIX века были написаны уже обширные монографии по этому грибу.
В Россию шампиньон попал в середине XVIII века, вероятнее всего, выращиванием в то время занялись отдельные любители. В 1780 году в журнале «Экономический вестник» была напечатана статья известного русского помещика-мемуариста А. Т. Болотова «Нечто о шампиньонах». В 1820-е годы появилась промышленная культура, первые в России шампиньонницы были построены крестьянином Осининым. Известный огородник-новатор Е. А. Грачёв занялся разведением шампиньонов и с 1848 года разработал собственные приёмы разведения, которые были опубликованы в 1860—1861 годах в «Вестнике Российского общества садоводства». Методика Грачёва, разработанная специально для российского севера, может применяться и сейчас.
В 1893—1894 годах Пастеровский институт разработал методы получения стерильного мицелия шампиньона, и к 1924 году большинство стран-производителей имело собственные лаборатории по производству стерильного мицелия. Начали вести селекционную работу, выведены чистые сорта мицелия. В 1970-х годах культивирование шампиньона было известно более чем в 30 странах.

### Промышленное культивирование
Шампиньоны составляют 75—80 % мирового объёма производства грибов. Их культивируют более чем в 70 странах мира, главный производитель — США (около 25 % мирового производства). На втором месте — Франция (200 тыс. тонн в год), где шампиньоны разводят уже несколько веков. Также в больших масштабах шампиньоны искусственно культивируются в таких странах, как Великобритания, Нидерланды, Польша, Южная Корея и Тайвань.
В качестве субстрата для культивирования Agaricus bisporus в промышленных условиях используется, как правило, смесь соломы и пропаренного конского навоза. Урожай до 15 кг с 1 м². После снятия двух-трёх (реже — четырёх-пяти) урожаев («волн») использование субстрата становится экономически нерентабельным. Отработанный субстрат может быть использован для удобрения сельскохозяйственных земель, что, однако, не рекомендуется делать вблизи мест выращивания шампиньонов, так как субстрат содержит большое количество возбудителей грибных болезней.
Вновь возводимые помещения должны обеспечивать хорошую циркуляцию воздуха, возможность контролировать температуру и влажность воздуха, быть способными неоднократно переносить химическую или термическую дезинфекцию, обеспечивать комфортные условия для проведения работ. В Юго-Восточной Азии известны случаи постройки камер, которые в целях дезинфекции сжигаются после одного цикла выращивания.
В качестве приспособленных помещений для шампиньонов используют подвалы, шахты, бомбоубежища, амбары и т. п.